# Ист Бернстадт (Кентаки)
Ист Бернстадт (енгл. East Bernstadt) насељено је место без административног статуса у америчкој савезној држави Кентаки.

## Демографија
По попису из 2010. године број становника је 716, што је 58 (-7,5%) становника мање него 2000. године.
| Група             | 2000.       | 2010.       |
| Белци             | 737 (95,2%) | 688 (96,1%) |
| Афроамериканци    | 27 (3,5%)   | 17 (2,4%)   |
| Азијати           | 0 (0,0%)    | 0 (0,0%)    |
| Хиспаноамериканци | 7 (0,9%)    | 2 (0,3%)    |
| Укупно            | 774         | 716         |